# سیارک ۷۲۶۳۳
سیارک ۷۲۶۳۳ (به انگلیسی: 72633 Randygroth، نامگذاری:2001FJ31) هفتاد و دو هزار و ششصد و سی و سومین سیارک کشف شده‌است که در ۲۲ مارس ۲۰۰۱ کشف شد.